# Time Flies... 1994–2009
Time Flies... 1994–2009 är ett samlingsalbum av det brittiska rockbandet Oasis. Albumet släpptes den 14 juni 2010, och innehåller alla bandets 27 singlar som släpptes i Storbritannien mellan 1994 och 2009, samt låtarna "Whatever" och "Lord Don't Slow Me Down", som aldrig släppts på något studioalbum. Låten "Sunday Morning Call" är inte listad någonstans i artworken, men ligger som ett dolt spår (spår 14) på skiva två.
Fem olika versioner av albumet släpptes, en 2-CD version, DVD, deluxe box set, 5-LP box, samt iTunes deluxe edition. En box innehållande vykort med alla singelomslag släpptes samtidigt som albumet.
I Japan gick albumet direkt upp på andraplats på listan, och sålde 59 348 exemplar den första veckan. I Storbritannien gick albumet direkt upp på förstaplats på listan, och sålde 101 297 exemplar den första veckan. Det var det 900:e albumet som någonsin toppade UK Albums Chart.

## Låtlista

### CD 1
Alla låtar är skrivna och komponerade av Noel Gallagher, förutsom "Songbird"  som är skriven av Liam Gallagher. 
| Nr  | Titel                      | Ursprungligt album                       | Längd |
| --- | -------------------------- | ---------------------------------------- | ----- |
| 1.  | Supersonic                 | Definitely Maybe (1994)                  | 4:44  |
| 2.  | Roll with It               | (What's the Story) Morning Glory? (1995) | 3:59  |
| 3.  | Live Forever               | Definitely Maybe                         | 4:36  |
| 4.  | Wonderwall                 | (What's the Story) Morning Glory?        | 4:20  |
| 5.  | Stop Crying Your Heart Out | Heathen Chemistry (2002)                 | 5:03  |
| 6.  | Cigarettes & Alcohol       | Definitely Maybe                         | 4:51  |
| 7.  | Songbird                   | Heathen Chemistry                        | 2:09  |
| 8.  | Don't Look Back in Anger   | (What's the Story) Morning Glory?        | 4:50  |
| 9.  | The Hindu Times            | Heathen Chemistry                        | 3:53  |
| 10. | Stand by Me                | Be Here Now (1997)                       | 5:59  |
| 11. | Lord Don't Slow Me Down    | Singel utan album (2007)                 | 3:20  |
| 12. | Shakermaker                | Definitely Maybe                         | 5:10  |
| 13. | All Around the World       | Be Here Now                              | 9:41  |

### CD 2
Alla låtar är skrivna och komponerade av Noel Gallagher, förutom "Whatever" som är skriven av Noel Gallagher och Neil Innes, samt "I'm Outta Time" som är skriven av Liam Gallagher. 
| Nr  | Titel | Ursprungligt album                        | Längd |
| --- | --- | ----------------------------------------- | ----- |
| 1.  | Some Might Say | (What's the Story) Morning Glory?         | 5:29  |
| 2.  | The Importance of Being Idle                                                                                       | Don't Believe the Truth (2005)            | 3:42  |
| 3.  | D'You Know What I Mean?                                                                                            | Be Here Now                               | 7:44  |
| 4.  | Lyla | Don't Believe the Truth                   | 5:12  |
| 5.  | Let There Be Love                                                                                                  | Don't Believe the Truth                   | 5:26  |
| 6.  | Go Let It Out | Standing on the Shoulder of Giants (2000) | 4:38  |
| 7.  | Who Feels Love? | Standing on the Shoulder of Giants        | 5:44  |
| 8.  | Little by Little                                                                                                   | Heathen Chemistry                         | 4:53  |
| 9.  | The Shock of the Lightning                                                                                         | Dig Out Your Soul (2008)                  | 5:04  |
| 10. | She Is Love | Heathen Chemistry                         | 3:13  |
| 11. | Whatever | Singel utan album (1994)                  | 6:20  |
| 12. | I'm Outta Time | Dig Out Your Soul                         | 4:09  |
| 13. | Falling Down (4:25; med dolda spåret "Sunday Morning Call" (5:14) från albumet Standing on the Shoulder of Giants) | Dig Out Your Soul                         | 11:40 |

Bonusspår
| 14. | Don't Go Away (Innehåller dolt spår) | Be Here Now | 12:03 |

| 1. | Champagne Supernova | (What's the Story) Morning Glory? | 7:32 |

- "Champagne Supernova" är listad som det första spåret på CD 2 på amerikanska och kanadensiska versionen av albumet. Dessa versioner innehåller inte "Sunday Morning Call" på grund av tidsgräns.

### DVD
Medföljande DVD innehåller alla musikvideor från "Supersonic" till "Falling Down", samt tidigare osläppta livevideor av låtarna "Gas Panic!" och "Little by Little". DVD:n innehåller även ett kommentarspår till videorna av både Noel och Liam Gallagher.
Två iTunes Live Festival videor av "Half the World Away" och "Slide Away" är endast tillgängliga med iTunes Deluxe Edition-utgåvan av albumet.

### iTunes Live: London Festival
Alla låtar är skrivna och komponerade av Noel Gallagher, förutom "Songbird" och "I'm Outta Time" som är skrivna av Liam Gallagher och "I Am the Walrus" som är skriven av Lennon–McCartney. 
| Nr  | Titel                      | Längd |
| --- | -------------------------- | ----- |
| 1.  | Fuckin' in the Bushes      | 1:44  |
| 2.  | Rock 'n' Roll Star         | 5:20  |
| 3.  | Lyla                       | 4:58  |
| 4.  | The Shock of the Lightning | 5:06  |
| 5.  | Cigarettes & Alcohol       | 4:08  |
| 6.  | Roll with It               | 3:45  |
| 7.  | Waiting for the Rapture    | 3:25  |
| 8.  | The Masterplan             | 4:53  |
| 9.  | Songbird                   | 2:12  |
| 10. | Slide Away                 | 6:05  |
| 11. | Morning Glory              | 4:39  |
| 12. | My Big Mouth               | 4:24  |
| 13. | Half the World Away        | 4:01  |
| 14. | I'm Outta Time             | 4:21  |
| 15. | Wonderwall                 | 4:10  |
| 16. | Supersonic                 | 5:01  |
| 17. | Live Forever               | 5:25  |
| 18. | Don't Look Back in Anger   | 5:06  |
| 19. | Champagne Supernova        | 7:20  |
| 20. | I Am the Walrus            | 8:32  |

Noteringar
- Alla låtar är inspelade live på iTunes Festival på London Roundhouse i Chalk Farm, Camden Town, London, England, 2009.
- Spår 1, 7, 12 och 20 är endast tillgängliga med iTunes Deluxe Edition-utgåvan av albumet.
- Spår 5, 8, 10, 16 och 17 var tidigare släppta som en del av EP:n iTunes Live: London Festival '09.